# ×××HOLiC (電影)
《×××HOLiC》是改編自CLAMP同名漫畫的真人版電影，由神木隆之介、柴咲幸主演，蜷川實花執導。於2022年4月29日在日本上映。

## 概要
2021年11月23日公布本片上映時間，蜷川實花在訪問中表示「從最初冒出想將×××HOLiC電影化的念頭到實際完成大約花了10年」。

## 登場角色
- 四月一日君尋：神木隆之介
- 壹原侑子：柴咲幸
- 百目鬼靜：松村北斗
- 九軒葵：玉城蒂娜
- 美咲：趣里
- 全露：DAOKO
- 多露：モトーラ世理奈（日语：モトーラ世理奈）
- 貓女：西野七瀨
- 女客人A：大原櫻子
- 女客人B：橋本甜歌
- 座敷童子：橋本愛
- 紅蜘蛛：磯村勇斗
- 女郎蜘蛛：吉岡里帆

## 製作團隊
- 原著：CLAMP『XXXHOLiC』（講談社『週刊Young Magazine』連載）
- 導演：蜷川實花
- 劇本：吉田惠里香
- 配樂：涉谷慶一郎
- 統籌：吉田繁曉
- 製作人：池田史嗣、宇田充
- 共同製作人：秋吉朝子
- 撮影：相馬大輔
- 照明：佐藤浩太
- 美術導演：Enzo
- 美術：後藤レイコ
- 音效：石寺健一
- 音響效果：井上奈津子
- 剪輯：小池義幸
- 視覺效果：石井教雄
- 動作指導：富田稔
- 場記：永倉美香
- 音樂監製：高石真美
- 宣傳監製：笹部優子
- 現場監製：鈴木嘉弘
- 制作担当：松村隆司、前村祐子
- 副導演：川村直紀
- 助成：文化廳
- 制作公司：Dragonfly Entertainment、HACHINOJI
- 製作幹事・發行商：松竹、Asmik Ace
- 製作：映画「×××HOLiC」製作委員会

### 主題曲
SEKAI NO OWARI「Habit」（日本環球音樂）

## 外部連結
- 真人電影『×××HOLiC』官方網站 （页面存档备份，存于）
- 電影『xxxHOLiC』的X（前Twitter）
- 電影『xxxHOLiC』的Instagram帳戶
- 電影『xxxHOLiC』的TikTok
- 互联网电影数据库（IMDb）上《×××HOLiC》的资料（英文）